# Северная евангелическо-лютеранская церковь
Северная евангелическая лютеранская церковь (англ. Northern Evangelical Lutheran Church, NELC) — многоязычная христианская церковь, действующая на территории в основном трёх североиндийских штатов — Бихар, Ассам и Западный Бенгал, а также в Непале и Бутане. Входит в Объединённую Евангелическо-Лютеранскую Церковь Индии и Всемирную Лютеранскую Федерацию
Основана датчанином Хансом Петером Бёрресеном, его ближайшим сподвижником стал норвежец Ларс Ольсен Скрефсруд. Скрефсруд и его земляк и ученик Пауль Улаф Боддинг были также крупными лингвистами, разработавшими латинский алфавит языка сантали и издавшими грамматику и словарь этого языка. Большинство прихожан — санталы.
Современное название с 1958 года. Штаб-квартира — в городе Думка близ Калькутты. Имеются богословские семинарии, центр выращивания чая, клиники и больницы, ведутся программы развития здоровья.